# Civitavecchia Calcio 1985-1986
Questa voce raccoglie le informazioni riguardanti il Civitavecchia Calcio nelle competizioni ufficiali della stagione 1985-1986.

## Rosa
| N. |                   | Ruolo | Calciatore          |
| -- | ----------------- | ----- | ------------------- |
|    | Italia (bandiera) | C     | Daniele Bontempi    |
|    | Italia (bandiera) | C     | Leonardo Capezzuoli |
|    | Italia (bandiera) | A     | Alessandro Caponi   |
|    | Italia (bandiera) | D     | Gianluca Cesaro     |
|    | Italia (bandiera) | C     | Gaetano Colapietro  |
|    | Italia (bandiera) | P     | Ernesto De Felici   |
|    | Italia (bandiera) | C     | Andrea Di Rosa      |
|    | Italia (bandiera) | A     | Claudio Lovison     |
|    | Italia (bandiera) | C     | Federico Mangiabene |
|    | Italia (bandiera) | C     | Massimo Mariani     |
|    | Italia (bandiera) | C     | Stefano Mattiuzzo   |

| N. |                   | Ruolo | Calciatore            |
| -- | ----------------- | ----- | --------------------- |
|    | Italia (bandiera) | P     | Stefano Negozi        |
|    | Italia (bandiera) | C     | Luca Ottavi           |
|    | Italia (bandiera) | D     | Fabio Paolini (I)     |
|    | Italia (bandiera) | C     | Luigi Paolini (II)    |
|    | Italia (bandiera) | D     | Primo Petronilli      |
|    | Italia (bandiera) | C     | Alessandro Renzetti   |
|    | Italia (bandiera) | D     | Massimo Salzano       |
|    | Italia (bandiera) | D     | Roberto Sesena        |
|    | Italia (bandiera) | C     | Maurizio Spigarelli   |
|    | Italia (bandiera) | C     | Corrado Rocco Tamalio |